# Madeleine Phaneuf
Madeleine Grace „Maddie“ Phaneuf (* 29. April 1995 in Fairfax) ist eine US-amerikanische Biathletin.

## Leben
Maddie Phaneuf wuchs in Seneca und Old Forge auf und lebt mittlerweile in Lake Placid. In ihrem ersten Winter in Old Forge erlernte sie im Alter von acht Jahren Skilanglauf, zum Biathlon kam sie erst sieben Jahre später 2010. Dem Nationalkader gehört sie seit 2014 an. Sie trainiert am Maine Winter Sports Center und startet für Polar Bear Biathlon. Ihre Trainer sind Jean Paquet und Seth Hubbard.

## Sportliche Karriere
Phaneuf gab ihr internationales Debüt im Rahmen der Biathlon-Juniorenweltmeisterschaften 2014 in Presque Isle, wo sie zunächst im Sprint als Viertplatzierte knapp eine Medaille verpasste. Auch die Verfolgungs-, Einzel- und Staffelrennen beendete sie außerhalb der Medaillenränge. Als Gaststarterin verpasste sie im Staffelrennen bei den Schwedischen Meisterschaften 2014 in Östersund als Viertplatzierte erneut knapp eine Medaille. Bei den nationalen Juniorenmeisterschaften in Jericho gewann sie Gold im Massenstart, Silber im Sprint und Bronze im Einzelrennen. Im weiteren Verlauf des Jahres nahm sie an den Nordamerikanischen Meisterschaften im Sommerbiathlon 2014 – ebenfalls in Jericho – teil. Sie wurde 13. im Sprint und 8. im Massenstartrennen.
Im Januar 2015 bestritt sie in Duszniki-Zdrój ihre ersten Rennen im IBU-Cup des Winters 2014/15. Nach zwei Starts im Sprint bestritt sie in Ruhpolding mit der US-amerikanischen Damenstaffel ihr erstes Weltcuprennen der Saison 2014/15. An der Seite von Susan Dunklee, Hannah Dreissigacker und Annelies Cook wurde sie mit der US-amerikanischen Damenstaffel als Schlussläuferin 19. Neben weitern Starts im IBU-Cup bestritt sie in Antholz ihr erstes Einzelrennen im Weltcup und wurde 93. des Sprints. Sie nahm in diesem Winter auch an den Biathlon-Europameisterschaften 2015 der Junioren im estnischen Otepää und an den Biathlon-Juniorenweltmeisterschaften 2015 im belarussischen Minsk teil.
In der folgenden Saison ging Phaneuf erneut primär im IBU-Cup an den Start und konnte dort regelmäßig Ergebnisse innerhalb der Punkteränge erreichen. Ihr bestes Ergebnis war ein 12. Platz im Sprint am Arber. Ihr einziges Weltcuprennen des Winters bestritt sie im heimischen Presque Isle, wo sie den Sprint auf dem 65. Rang beendete. Bei den Biathlon-Juniorenweltmeisterschaften 2016 im rumänischen Cheile Grădiștei verpasste sie mit den Plätzen fünf, sieben und neun in den Einzelrennen jeweils eine Medaille.
Im Winter 2016/17 empfahl sich Madeleine Phaneuf mit einem 10. und einem 12. Platz beim IBU-Cup in Martell für den Weltcup und wurde in die Mannschaft für die Rennen in Ruhpolding und Rasen-Antholz aufgenommen. Mit einem 94. Platz im Sprint und einem 81. Platz im Einzelrennen verfehlte sie sowohl die Qualifikation für das Verfolgungsrennen als auch die Punkteränge deutlich. Trotzdem wurde sie für die Biathlon-Weltmeisterschaften 2017 im österreichischen Hochfilzen nominiert, die jedoch mit dem 78. Platz im Sprint und einem 87. Platz im Einzelwettkampf ähnlich erfolglos verliefen. Bei drei Rennen mit der US-amerikanischen Damenstaffel konnte sich diese nie innerhalb der Top 10 platzieren. Sie wurde von ihrem Verband für die Teilnahme an den Olympischen Winterspielen 2018 in Pyeongchang nominiert. Phaneufs Einsatz war erst im Einzelrennen geplant, aufgrund einer Halsentzündung verzichtete sie jedoch auf den Start. Ihren Platz in diesem Rennen nahm Joanne Reid ein, die sich in Korea ein Zimmer mit Phaneuf teilte. Ihr Gesundheitszustand verbesserte sich nicht deutlich, sie wurde deshalb auch nicht für die Staffelrennen nominiert und reiste ohne eine Teilnahme an den Wettkämpfen wieder aus Südkorea ab.

## Statistiken

### Platzierungen im Biathlon-Weltcup
Die Tabelle zeigt alle Platzierungen (je nach Austragungsjahr einschließlich Olympische Spiele und Weltmeisterschaften).
- 1.–3. Platz: Anzahl der Podiumsplatzierungen
- Top 10: Anzahl der Platzierungen unter den ersten zehn (einschließlich Podium)
- Punkteränge: Anzahl der Platzierungen innerhalb der Punkteränge (einschließlich Podium und Top 10)
- Starts: Anzahl gelaufener Rennen in der jeweiligen Disziplin
- Staffel: inklusive Mixed- und Single-Mixed-Staffeln

| Platzierung              | Einzel | Sprint | Verfolgung | Massenstart | Staffel | Gesamt |
| ------------------------ | ------ | ------ | ---------- | ----------- | ------- | ------ |
| 1. Platz                 |        |        |            |             |         |        |
| 2. Platz                 |        |        |            |             |         |        |
| 3. Platz                 |        |        |            |             |         |        |
| Top 10                   |        |        |            |             |         |        |
| Punkteränge              |        |        |            |             | 5       | 5      |
| Starts                   | 3      | 5      |            |             | 5       | 13     |
| Stand: 31. Dezember 2021 |        |        |            |             |         |        |

### Weltmeisterschaften
Ergebnisse bei Biathlon-Weltmeisterschaften
| Weltmeisterschaften | Weltmeisterschaften | Einzel | Sprint | Verfolgung | Massenstart | Staffel | Mixed-Staffel |
| Jahr                | Ort                 | Einzel | Sprint | Verfolgung | Massenstart | Staffel | Mixed-Staffel |
| ------------------- | ------------------- | ------ | ------ | ---------- | ----------- | ------- | ------------- |
| 2017                | Hochfilzen          | 87.    | 78.    | -          | -           | 14.     | -             |